# أبو رمانة

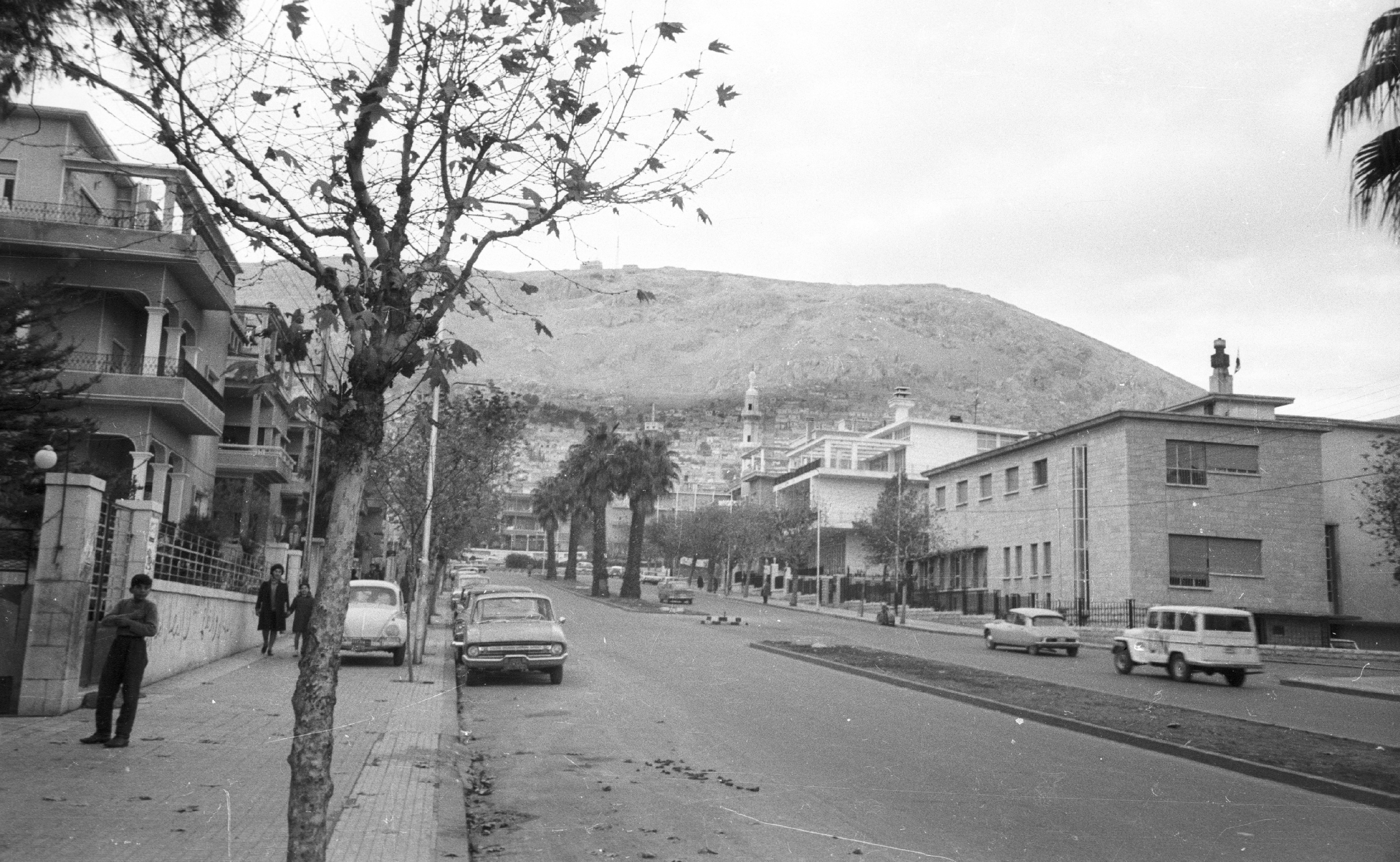
شارع الجلاء المعروف باسم أبو رمانة في عام 1965

أبو رمانة هو حي سكني في قلب دمشق. يعد من أبرز أحياء الطبقة الراقية في المدينة ويضم عدداً من السفارات والمكاتب والمباني والفلل السكنية والمنازل الراقية.

## تسميته
سُمي بهذا الاسم نسبة لضريح كان يوجد في موضع جامع العدس في الطرف الشمالي للشارع الشهير بجوار حديقة المعري، عُرف بضريح أبي رمانة، وقيل فيه أنه كان أحد الأولياء الصالحين دون معرفة أسمه فأطلق الناس عليه أسم أبي رمانة لوجود شجرة رمان تظلل قبره، ومعظم الروايات المتعلقة بأبي رمانة تشابهت في المضمون واختلفت في التفاصيل.
أطلقت على الشارع بعد شقه تسمية «شارع بريطانيا»، وذلك إثر تدخل الجيش البريطاني لوقف العدوان الفرنسي على دمشق عام 1945. وفي عام 1946، تم تبديل التسمية إلى «شارع الجلاء» بمناسبة جلاء القوات الفرنسية عن سوريا. لكن الناس احتفظوا بالتسمية الشعبية «أبو رمانة» حتى هذا اليوم. ومنذ مطلع الخمسينات، نشطت الحركة العمرانية في هذا الشارع، وامتدت نحو الغرب لتشكل أحياء المالكي وغرب المالكي في حقب لاحقة.

## إنشاؤه
شقت محافظة دمشق عام 1945 طريق أبي رمانة بهدف الربط بين منطقة المهاجرين والصالحية، وهما منطقتان قديمتان يعود عمرانهما إلى القرون الوسطى وخارج أسوار المدينة القديمة، عند سفوح جبل قاسيون. اتُّخذت هذه الخطوة بعدما توسع الامتداد السكاني في المنطقتين جنوباً وغرباً.

## توسع المنطقة تاريخياً
لم يكن من المخطط في حين إنشاء شارع الجلاء أن يكون حيّاً متكاملاً مع تفرعاته وأزقته. إلا أن الدمشقيين سكنوا أطرافه لتمتد المنطقة نحو الساحة المرتفعة في الجهة الغربية منه والتي أطلق عليها فيما بعد اسم «ساحة المالكي» نسبة للضابط السوري العقيد عدنان المالكي الذي اغتيل أواسط خمسينات القرن الماضي وأقيم له تمثال وسطها. وقد أصبح الشارع بعدها الشارع الأرقى وحافظ على تصنيفه لعدة عقود بعد الاستقلال في عام 1946 وجذب موقعه الاستراتيجي معظم السفارات العربية والأجنبية. إلا أن نشوء عدد من الضواحي السكنية الجديدة غرب دمشق وجنوبها حول الحي إلى ملاذ لأبناء الطبقة الوسطى، وبالأخصّ بعد ظهور ضاحية المزة التي انطلقت بدايات سبعينات القرن المنصرم، وكذلك ضاحية دمّر (غرب دمشق) في الفترة ذاتها، ثم في عقد الثمانينات نهضت منطقة تنظيم كفر سوسة المجاورة لضاحية المزّة، وباتت هذه الضواحي تعرف بـ«دمشق الجديدة». كما أدى هذا التطور العمراني إلى انتقال عدد من السفارات منه إلى المزة وكفر سوسة إلى أن أطلقت وزارة الخارجية السورية مشروع «حي السفارات» في ضاحية يعفور غربي العاصمة.

## حي الرؤساء
حسني الزعيم
تنقل الرئيس حسني الزعيم ما بين العديد من البيوت في حلب ودمشق خاصة في فترة خدمته العسكرية، إلا أنه بنى قصراً له في حي أبي رمانة وحوصر فيه قبيل الإطاحة بحكمه ويتميز بطابعٍ معماري حديث إلا أن جزءً كبيراً من مساحة حديقته فصلت عنه اليوم لتكون مركزاً تابعاً للمؤسسة العامة للاتصالات في المنطقة، فيما يشغل البناء (دار للمطبوعات الرسمية).
هاشم الأتاسي
في عام 1949 خلف الرئيس هاشم الأتاسي عند ترأسه وزارة الدولة الرئيس حسني الزعيم في قصر أبي رمانة.
فوزي سلو
أقام الرئيس فوزي سلو إثر انتقاله إلى دمشق في أحد البيوت الواقعة بالقرب من السفارة الباكستانية، إلا أنها كانت إقامة مؤقتة انتقل بعدها ليستقر في حي أبي رمانة عام 1949 في بيت كبير حُوِّل فيما بعد لمقر السفارة الأردنية، وكان البيت مكان إقامة السلو في فترة حكمه لفترة لم تدم لعدة شهور، إلى أن تحول سكنه إلى مقر قيادته في معسكر قطنا (سكن الضباط) الذي يشرف على منطقة يعفور. ولا يزال المنزل محافظاً على معالمه الأساسية وقد باعته زوجة الرئيس عام 1974.

## حدائق الحي
اشتهر شارع أبو رمانة والمالكي بوجود الحدائق العامة الجميلة، ومنها حديقة المدفع الصغيرة نسبيا التي تتوسط الشارع وحديقة المعرّي، وحديقة الجاحظ، وهي كبيرة المساحة تقع في منطقة المالكي.

## ساحة المطاعم
ساهم موقع الحي في تحوله إلى مقصد للشباب وقد أدى ذلك لانتشار المطاعم في جنباته ومن أشهرها اليوم في حي أبو رمانة مطاعم (الشاميات) و (مرّوش) و (ست الشام) و (الريف) و (الفاندوم) و (البندقية) و (أونو) و (الفارس) و (الكوخ) وغيرها من المطاعم الراقية.

## الوسط التجاري لدمشق
لما شهدت دمشق انفتاحاً اقتصادياً مع بداية العام 2005 تحول الحي إلى مقصد للمصارف الخاصة الجديدة والتي عمدت لاستئجار الأبنية السكنية لضمان انتشار مراكزها في المدينة.كما شهد الشارع افتتاح الكثير من متاجر الألبسة بجوار ساحة المطاعم، وبالتالي توجد في الحي اليوم محلات الألبسة الثمينة الفرنسية والإيطالية والألمانية بجانب السورية ووكالات الكومبيوتر والمعلوماتية الشهيرة ووكالات العطور العالمية ومحلات الجواهر النفيسة.